# Joy Wielkens
Joy Wielkens (Amsterdam, 14 juli 1980) is een Nederlands actrice, theatermaker en zangeres van Surinaams-Antilliaanse afkomst.

## Biografie
Wielkens groeide op in Amsterdam-Osdorp en ging in 1992 naar het Montessori Lyceum in Amsterdam. Na het lyceum, in 1998, werd ze aangenomen aan de Amsterdamse Kleinkunst Academie. Vier jaar kleinkunst en een jaar toneelschool verder haalde zij in 2003 haar diploma.
In haar laatste jaar op de academie liep ze stage bij het Amsterdams Kleinkunst Festival in de voorstelling 't Schaep met de vijf pooten, speelde zij het muziektheaterstuk Die sieben todsunden en maakte zij met haar lichting de afstudeervoorstelling Carmen.
Daarna speelde ze in De huilende koningin, het dienstmeisje en het meisje van Ree (een kindervoorstelling), anderhalf jaar in de Broadwaymusical The Lion King in Hamburg, de toneelrol Kassandra in Beest van het CosmicTheater en in de zomer van 2005 op Oerol in Phylaca. Begin december 2005 speelde zij een korte preview van Sneeuw, haar eerste solotheaterprogramma op het Hollandse Nieuwe 9-festival in Amsterdam (in 2008 zou zij met Sneeuw door het land trekken). In september 2005 begon Wielkens voor het eerst aan een televisieavontuur. Ze had twee seizoenen een rol in de politieserie Van Speijk, waarin ze de koelbloedige rechercheur Leona Savonet speelt. In seizoen 15 en begin seizoen 16 (2021-2022) van Flikken Maastricht speelde zij de rol van Donna Martina.
In de zomer van 2007 was Wielkens te zien op het Oerolfestival in Mahagonny van Alba Theaterhuis.
Ze maakte in 2012 een autobiografische solovoorstelling, Papa was a rolling... Nobody.
In de Raisin-cyclus acteerde ze in alle vier de toneelstukken van theaterproductiebedrijf Well Made Productions: A raisin in the sun (2016, als Beneatha), Beneatha's place (2018, opnieuw als Beneatha), Clybourne Park (2019, als Francine en als Lena/Mama) en The story of Travis (2022-2023, als Beneatha).
Samen met regisseur Teunkie van der Sluijs en acteur Dennis Rudge nam Wielkens het initiatief om het toneelstuk The Mountaintop van de Amerikaanse toneelschrijver Katori Hall in Nederland op te voeren. De voorstellingen vonden plaats in december 2018. In het stuk, over de laatste avond van Martin Luther King, speelde ze de rol van Camae. Datzelfde jaar was ze ambassadeur van de Black Achievement Month.
Met acht andere zwarte vrouwen speelde Wielkens in 2019 in Dear Winnie, een muziektheaterproductie over Winnie Mandela van het Noord Nederlands Toneel in samenwerking met de Koninklijke Schouwburg Vlaanderen (KVS) en collectief Jr.cE.sA.r. De overige deelnemers waren zangeres en muzikant Ntjam Rosie, rapper en producer Gloria Boateng, actrice Andie Dushime, zangeres Denise Jannah, zangeres en actrice Mahina Ngandu, zangeres Tutu Puoane, danser en choreograaf Alesandra Seutin en actrice Jade Wheeler.
Het door haar gezongen lied Keti Koti, gecomponeerd door Remko Rijpkema en geschreven door Glynis Terborg, Desai Breeveld en Jurrian van Dongen, won in 2025 de Willem Wilminkprijs en de Willem Wilminkpublieksprijs.

## Filmografie

### Film
- 2004: In Oranje, als assistente Dokter Vlieberg
- 2011: Sonny Boy, als 24-jarige Hilda
- 2012: Alles is familie, als vrouw 2 abortuskliniek
- 2012: De Marathon, als Antilliaanse dame
- 2013: Cowboys janken ook, als verpleegkundige
- 2013: In het niets, als Yayaa[7]
- 2014: Toscaanse bruiloft, als Lot
- 2016: Hart Beat, als productie assistent
- 2017: Ein Lekkerding, als Loulea
- 2019: Nesteltherapie, als Eva
- 2019: God Glitch, als god glitch 1
- 2021: Club Lockdown, als Jerry
- 2021: (R)Evolutie, als slechte agent
- 2022: Strange World, als Meridian Clade (stemrol)
- 2023: Onder de blote hemel, als Maria
- 2023: Dertigers: De Kerstfilm, als Nora
- 2023: Wish, als Dahlia (stemrol)
- 2025: Wheelie, als Andrea

### Televisie
- 2006-2007: Van Speijk, als Leona Savonet
- 2008: Keyzer & De Boer advocaten, als Veerle van Doorn
- 2008: Spoorloos verdwenen, als Emilie Fischer
- 2009: Shouf Shouf!, als serveerster
- 2012: On Tour, als Gloria
- 2012: Moordvrouw, als Dolores Pereiera
- 2013: Divorce, als Paula
- 2014: Heer & Meester, als Helma van Vuuren
- 2014: Fashion Planet, als Shozjana
- 2014: Bluf, als klant
- 2015-2016: Zwarte tulp, als Zoey van Geloven
- 2016-2017: Centraal Medisch Centrum, als Tara Kuipers
- 2017: Smeris, als Sara Jorritsma
- 2018-2020: ANNE+, als Noa[8]
- 2019: De toekomst is fantastisch, als Joyce
- 2019-2020: Keizersvrouwen, als Kea
- 2020-2023: Dertigers, als Nora
- 2021: Swanenburg, als art privékliniek
- 2021: Onze straat: Othala, als Lea
- 2021-2022: Flikken Maastricht, als Donna Martina
- 2022: Rampvlucht, als Maureen Sarucco
- 2022: Modern Love Amsterdam, als Marissa[9]
- 2024: Sphinx, als Asha Trustfull

## Theater
- 2010: Negra
- 2016: A raisin in the sun - Beneatha (onderdeel van de Raisin-cyclus)
- 2016: Louis! What a wonderful world
- 2017: Nacht na de Dam[10]
- 2017: 5 mei-concert aan de Amstel[11]
- 2017: I'm a Soulman
- 2018: Beneatha's place, als Beneatha (onderdeel van de Raisin-cyclus)
- 2018: The Mountaintop, als Camae
- 2019: Dear Winnie
- 2019: Clybourne Park, als Francine en Lena/Mama (2019, onderdeel van de Raisin-cyclus)
- 2020: Broken-Winged Bird (Frascati Producties[12])
- 2021-2022: 14, de musical, als ensemble
- 2022: Tsjaikovski's Het zwanenmeer, als verteller (familieconcert[13])
- 2022-2023: The story of Travis, als Beneatha (onderdeel van de Raisin-cyclus
- 2024: Lady+Lord MacBeth, als Lady MacBeth (Theatergroep Suburbia[14])
- 2025: Hadestown, als Persephone